# Oberkonsistorium der Evangelischen Landeskirche Hessen
Das Oberkonsistorium der Evangelischen Landeskirche Hessen in Darmstadt (auch: Oberkonsistorium Darmstadt) war die oberste Kirchenbehörde der Evangelischen Landeskirche in Hessen im Großherzogtum Hessen.

## Vorgeschichte
Bis 1803 besaß die Landgrafschaft Hessen-Darmstadt (ab 1806: Großherzogtum Hessen) zwei lutherische Konsistorien, eines in Gießen für Oberhessen und ein zweites in Darmstadt für den Bereich der Obergrafschaft Katzenelnbogen. Erster Vorsitzender des Darmstädter Konsistoriums war Ende des 16. Jahrhunderts der hessische Kanzler Johann Kleinschmidt gewesen, der letzte Vorsitzende war Franz Ludwig Gottfried von Lehmann, Vater des späteren ersten Oberkonsistorialpräsidenten, Johann Matthäus von Lehmann. Das Konsistorium für Oberhessen in Gießen bestand seit 1608. Diese „alten“ Konsistorien waren in erster Linie kirchliche Gerichte, hatten aber auch Verwaltungsaufgaben – beides war bis ins frühe 19. Jahrhundert nicht streng getrennt.
Mit dem Reichsdeputationshauptschluss von 1803 konnte die Landgrafschaft Hessen-Darmstadt in erheblichem Umfang Gebiete hinzugewinnen, was sich in den folgenden Jahren noch fortsetzte. Im Land entstand konfessionell und hinsichtlich der kirchlichen Organisation ein Flickenteppich. Die beiden Konsistorien wurden deshalb aufgelöst und durch je einen Kirchen- und Schulrat für jede der drei damaligen Provinzen der Landgrafschaft ersetzt. Die Kirchen- und Schulräte hatten kollegial organisierte Spitzen, die je nach konfessioneller Zusammensetzung der Provinzbevölkerung selbst unterschiedlich zusammengesetzt waren:
- Der Kirchen- und Schulrat in der Provinz Starkenburg bestand aus zwei Deputationen (Abteilungen): einer protestantischen und einer römisch-katholischen.
- Der Kirchen- und Schulrat der überwiegend evangelischen Provinz Oberhessen bestand aus evangelischen Mitgliedern und einem römisch-katholischen, das die Interessen der wenigen dort vorhandenen Gemeinden dieser Konfession wahren sollte.
- Der Kirchen- und Schulrat der rein römisch-katholischen Provinz Westfalen (das Herzogtum Westfalen hatte zuvor zu Kurköln gehört) bestand aus römisch-katholischen Mitgliedern, denen ein evangelisches Mitglied zur Wahrung der Interessen des (lutherischen) Landesherren beigegeben war.

Den Vorsitz in der kollektiv organisierten Spitze der Kirchen- und Schulräte hatte in der Regel der Vorsitzende des Regierungskollegiums der jeweiligen Provinz inne.
Die Kirchen- und Schulräte stellten die Spitze der inneren Kirchenverwaltung dar, waren für die Vermögensverwaltung zuständig, wahrten die landesherrlichen Rechte in Kirchenangelegenheiten und übten sie faktisch aus. Als staatliche Einrichtung waren sie eine dem Staatsministerium nachgeordnete Behörde.
Nach dem Wiener Kongress verlor das Großherzogtum Hessen die Provinz Westfalen (womit auch der dortige Kirchen- und Schulrat wegfiel) und wurde mit einem Gebiet links des Rheins entschädigt, das es als Provinz Rheinhessen konstituierte. 1822 wurde auch hier ein eigener Kirchenrat geschaffen. Daneben war den Standesherren eingeräumt, für ihre Standesherrschaften eigene Konsistorien einzurichten.

## Geschichte
1832 fand im Großherzogtum eine umfassende Verwaltungsreform statt. Im Zuge dieses Staatsumbaus wurde auch die Kirchenverwaltung neu organisiert: Die Kirchenbehörden der drei Provinzen wurden abgeschafft und durch eine zentrale Behörde mit Sitz in Darmstadt ersetzt, das Oberkonsistorium, das jetzt auch nur noch für die evangelische Kirche zuständig war. Es bestand aus weltlichen Räten (Juristen) und geistlichen Räten (Theologen). An seiner Spitze stand der Oberkonsistorialpräsident – immer ein Jurist.
An der sachlichen Zuständigkeit des Oberkonsistoriums und seiner Einordnung in den Staatsaufbau des Großherzogtums änderte sich gegenüber den Kirchen- und Schulräten in Bezug auf die evangelische Kirche nichts: Das Oberkonsistorium war eine Mittelbehörde, die dem Ministerium nachgeordnet war. Sachlich betreute es weiter die innere Kirchenverwaltung, die kirchliche Vermögensverwaltung und wahrte die landesherrlichen Rechte in Kirchenangelegenheiten.
Dieser stark behördlich ausgeprägten Konzeption stellte sich im weiteren Verlauf des 19. Jahrhunderts zunehmend der Gedanke entgegen, dass die Kirche eine innerhalb des Staates bestehende korporative Einrichtung sei mit dem Recht, ihre Angelegenheiten selbständig zu regeln und zu verwalten.
Der Versuch, das im Zuge der Revolution von 1848 im Großherzogtum Hessen umzusetzen, führte dazu, dass eine entsprechende Kommission eingesetzt wurde. Das Projekt führte aber nicht weit, die Angelegenheit blieb zwischen Kommission und Behörden stecken. Sowohl der Großherzog,  Ludwig III., als auch der Präsident des Oberkonsistoriums, Johann Matthäus von Lehmann, waren konservativ und an einer Änderung eigentlich nicht interessiert. Der Großherzog ordnete deshalb Ende 1849 an, da „nicht zu erwarten steht, daß die neue Verfassung so bald zustande kommen werde, als Wir es wünschen […], so haben wir beschlossen, vorläufig alsbald einige Aenderungen der seitherigen Einrichtungen eintreten zu lassen […]“. Die so erlassene Verordnung regelte umfänglich Wahlen und Verfahren der Kirchenvorstände und Dekanatsausschüsse, berührte die Arbeit des Oberkonsistoriums aber kaum.
Erst 1874 kam die kirchliche Selbstverwaltung teilweise zum Durchbruch, als die Landeskirche eine neue Verfassung mit presbyterial-synodalen Elementen nach dem Vorbild der preußischen, Rheinisch-Westfälischen Kirchenordnung von 1835 erhielt: Die Landessynode übte nun die kirchliche Gesetzgebung gemeinschaftlich mit dem Großherzog aus, der Summus episcopus blieb. Die Reform änderte auch die Stellung des Oberkonsistoriums: Es war nun oberste Kirchenbehörde, nur in Fragen der Vermögensverwaltung war es weiterhin auch staatliche Mittelbehörde.

## Ende
Mit dem Ausfall des Großherzogs als „Summus episcopus“ nach der Novemberrevolution 1918 musste auch das Verhältnis von Kirche und Staat und die Stellung des Oberkonsistoriums neu bedacht werden. Dies führte 1922 zu einer neuen Kirchenverfassung, die die Kirche weiter vom Staat wegrückte und auch der obersten Kirchenverwaltung mehr Selbstständigkeit gab. Dies fand seinen Ausdruck darin, dass das Oberkonsistorium in ein „Landeskirchenamt“ überführt wurde, an dessen Spitze ein Präsident stand, der nun immer ein Theologe war.

## Präsidenten
- 1832–1850 Johann Matthäus von Lehmann
- 1850–1860 Heinrich Karl Jaup
- 1860 Victor von Lepel
- 1860–1870 Karl Rinck von Starck
- 1870–1877 Friedrich Kritzler
- 1877–1899 Theodor Goldmann
- 1899–1907 Adolf Buchner
- 1907–1922 Ludwig Nebel